# 松多乡
松多乡，是中华人民共和国四川省甘孜藏族自治州巴塘县下辖的一个乡镇级行政单位。

## 行政区划
松多乡下辖以下地区：
松多村、郎多一村、上莫西村、郎多二村、龙巴村、吉恩龙村和下莫西村。